# قتیله بنت قیس
قتیله دختر قیس یکی از همسران محمد پیامبر اسلام بود. قتیله دختر قیس از قبیله بنی کنده و خواهر اشعث بن قیس بود. وی پس از مرگ محمد از دین اسلام خارج شد و با عکرمة بن ابی‌جهل یکی از اصحاب محمد ازدواج کرد.
ازدواج وی با یکی از اصحاب پیامبر اسلام یک رویداد بحث برانگیز در تاریخ اسلام است. وقتی ابوبکر فهمید که آن‌ها  برخلاف دستور محمد و آیه صریح قرآن «وَ ما کانَ لَکُمْ أَنْ تُؤْذُوا رَسُولَ اللّهِ وَ لا أَنْ تَنْکِحُوا أَزْواجَهُ مِنْ بَعْدِهِ أَبَدًا إِنَّ ذلِکُمْ کانَ عِنْدَ اللّهِ عَظیمًا.(سوره احزاب، آیه۵۳) و شما حق ندارید رسول خدا را آزار دهید، و نه هرگز همسران او را بعد از او به همسری خود درآورید که این کار نزد خدا بزرگ است» و حرمت ازدواج با همسران پیامبر را زیر پا نهاده‌اند، تصمیم گرفت که آن دو نفر را بسوزاند. اینجا بود که عمر بن خطاب به او متذکر شد و او را از این کار بازداشت.